# Långtjärnen (Åre socken, Jämtland, 702264-132901)
Långtjärnen är en sjö i Åre kommun i Jämtland och ingår i Indalsälvens huvudavrinningsområde. Långtjärnen ligger i Ånnsjön Natura 2000-område.